# Mesopolobus morys
Mesopolobus morys är en stekelart som först beskrevs av Walker 1848.  Mesopolobus morys ingår i släktet Mesopolobus och familjen puppglanssteklar. Arten är reproducerande i Sverige. Inga underarter finns listade i Catalogue of Life.